# Pochazia papuana
Pochazia papuana är en insektsart som beskrevs av George Willis Kirkaldy 1909. Pochazia papuana ingår i släktet Pochazia och familjen Ricaniidae. Inga underarter finns listade i Catalogue of Life.